# Pseudindalmus sumatrensis
Pseudindalmus sumatrensis es una especie de coleóptero de la familia Endomychidae.

## Distribución geográfica
Habita en Sumatra, Indonesia.